# 卡里克迈因斯站
卡里克迈因斯站（英語：Carrickmines）是一個位於愛爾蘭都柏林鄧萊里-拉斯當郡的都柏林轻轨站，在2010年通車，為綠線南行方向延伸路線往新娘峡谷站的車站之一。車站為居住在卡里克迈因斯的居民提供服務，前進集團愛爾蘭路線63和63A均能到達此站。

## 歷史
哈考特街線由都柏林，威克洛和韋克斯福德鐵路建造並在1854年通車，卡里克迈因斯站原來只是這段路線的四個中停車之一。到20世紀，這路線使用率下降，載客量減少，於是在1951年12月降級至一個小站，至1958年完全停運路線。路軌很快地便被移除，而車站亦被拍賣，而卡里克迈因斯車站大樓變成了住宅建築物，後來在興趣輕軌時需要由鐵路採購局重新買回這建築物。
2010年，都柏林輕軌綠線由桑迪福德向南延伸至新娘峽谷。卡里克迈因斯至新娘峽谷的鐵路路線基本上與哈考特街線原本路段相同，但重新興建了車站。